# 不思議探求バラエティー ザ・世界ワンダーX
『不思議探求バラエティー ザ・世界ワンダーX』（ふしぎたんきゅうバラエティー ザ・せかいワンダーエックス）は、TBS系列の放送局で2014年10月19日から2015年3月8日まで放送された日本のバラエティ番組。全12回。放送時間は毎週日曜日の19:00 - 19:57（JST）。

## 概要
1992年4月から23年間にわたって放送されていた『さんまの（SUPER）からくりTV』の後継番組としてスタート。内容は、世界各国の衝撃事件や珍事などの映像を、その当事者・目撃者による証言と専門家による検証を交えながら紹介するというものである。
視聴率は苦戦傾向にあり、2015年3月8日をもって終了した。なお、最終回では番組終了の挨拶・ナレーション・告知テロップは一切無かった。『TVガイド』（2015年3月13日号,P18）にも最終回の表示はなかった。

## 出演者
MC
- 今田耕司
- ブラックマヨネーズ（小杉竜一・吉田敬）

レギュラー
- IMALU[1]
- 遼河はるひ
- 名越康文
- 木下優樹菜

## VTR出演
- あばれる君
- 佐久間一行
- 武井壮
- 山田親太朗
- 小島よしお
- いとうあさこ
- 具志堅用高
- やまもとまさみ
- アンガールズ
- 森三中
- バイきんぐ
- JOY
- 矢口真里
- 坂口杏里
- しずる
- ダレノガレ明美
- スギちゃん
- 元木大介
- じゅんいちダビッドソン
- ウエスP

## スタッフ
- 総合演出：千葉隆弥（ダイナマイトレボリューションカンパニー）
- ナレーション：浜田治貴、近藤サト、永田亮子
- 構成：高野健生、木野聡、鈴木功治、若井優介、鈴木裕士
- TM：山下直
- TD：依田純、藤田栄治
- VE：宮本民雄
- CAM：江浦友樹
- 照明：清水朝彦
- 音声：石堂遼子
- PA：内山浩、伊藤瑠子
- TK：後藤有紀
- 音響効果：遠藤亘、山本達也
- 公開放送：廣中信行
- 編集：宮島洋介、岩品博之
- MA：伊藤敬一、佐藤卓也、稲葉清香
- 技術協力：ティ・ピー・ブレーン、フリーダム・オブ・ザック、麻布プラザ、グレートインターナショナル、Vi-VO、Velvet office、東通
- 美術プロデューサー・デザイン：太田卓志
- 美術デザイナー：齊藤傑
- 美術制作：朝川菜美
- 装置：坂本進
- 操作：松本俊二
- 植木：菊地起矢
- 電飾：入江智喜
- 衣装：安斉春奈
- 持道具：宮路かすみ
- 小道具：篠原直樹
- メイク：伊駒舞
- リサーチ：JFK
- 宣伝：小林史明
- 編成：時松隆吉、御法川隼斗
- デスク：石川素子、永野翔子
- マネージメントプロデューサー：吉橋隆雄
- AP：荒井かおり、山口未歩
- ディレクター：松原拓也、樽見近工、高橋康弘、岡部剛、赤堀哲也、山口博、丹川祥一、高橋謙、岸憲人、阿部真哉
- 演出：笠原裕明
- チーフディレクター：河本恭平
- プロデューサー：藤原麻知、齋藤智礼（ダイナマイトレボリューションカンパニー）
- 制作協力：ダイナマイトレボリューションカンパニー
- 製作著作：TBS

## ネット局
| 放送対象地域   | 放送局                    | 系列    | 放送曜日・放送時間   | 備考       |
| -------------- | ------------------------- | ------- | -------------------- | ---------- |
| 関東広域圏     | TBSテレビ（TBS） 制作局   | TBS系列 | 日曜日 19:00 - 19:57 | 同時ネット |
| 北海道         | 北海道放送（HBC）         | TBS系列 | 日曜日 19:00 - 19:57 | 同時ネット |
| 青森県         | 青森テレビ（ATV）         | TBS系列 | 日曜日 19:00 - 19:57 | 同時ネット |
| 岩手県         | IBC岩手放送（IBC）        | TBS系列 | 日曜日 19:00 - 19:57 | 同時ネット |
| 宮城県         | 東北放送（TBC）           | TBS系列 | 日曜日 19:00 - 19:57 | 同時ネット |
| 山形県         | テレビユー山形（TUY）     | TBS系列 | 日曜日 19:00 - 19:57 | 同時ネット |
| 福島県         | テレビユー福島（TUF）     | TBS系列 | 日曜日 19:00 - 19:57 | 同時ネット |
| 山梨県         | テレビ山梨（UTY）         | TBS系列 | 日曜日 19:00 - 19:57 | 同時ネット |
| 新潟県         | 新潟放送（BSN）           | TBS系列 | 日曜日 19:00 - 19:57 | 同時ネット |
| 長野県         | 信越放送（SBC）           | TBS系列 | 日曜日 19:00 - 19:57 | 同時ネット |
| 静岡県         | 静岡放送（SBS）           | TBS系列 | 日曜日 19:00 - 19:57 | 同時ネット |
| 富山県         | チューリップテレビ（TUT） | TBS系列 | 日曜日 19:00 - 19:57 | 同時ネット |
| 石川県         | 北陸放送（MRO）           | TBS系列 | 日曜日 19:00 - 19:57 | 同時ネット |
| 中京広域圏     | CBCテレビ（CBC）          | TBS系列 | 日曜日 19:00 - 19:57 | 同時ネット |
| 近畿広域圏     | 毎日放送（MBS）           | TBS系列 | 日曜日 19:00 - 19:57 | 同時ネット |
| 鳥取県・島根県 | 山陰放送（BSS）           | TBS系列 | 日曜日 19:00 - 19:57 | 同時ネット |
| 岡山県・香川県 | 山陽放送（RSK）           | TBS系列 | 日曜日 19:00 - 19:57 | 同時ネット |
| 広島県         | 中国放送（RCC）           | TBS系列 | 日曜日 19:00 - 19:57 | 同時ネット |
| 山口県         | テレビ山口（tys）         | TBS系列 | 日曜日 19:00 - 19:57 | 同時ネット |
| 愛媛県         | あいテレビ（ITV）         | TBS系列 | 日曜日 19:00 - 19:57 | 同時ネット |
| 高知県         | テレビ高知（KUTV）        | TBS系列 | 日曜日 19:00 - 19:57 | 同時ネット |
| 福岡県         | RKB毎日放送（RKB）        | TBS系列 | 日曜日 19:00 - 19:57 | 同時ネット |
| 長崎県         | 長崎放送（NBC）           | TBS系列 | 日曜日 19:00 - 19:57 | 同時ネット |
| 熊本県         | 熊本放送（RKK）           | TBS系列 | 日曜日 19:00 - 19:57 | 同時ネット |
| 大分県         | 大分放送（OBS）           | TBS系列 | 日曜日 19:00 - 19:57 | 同時ネット |
| 宮崎県         | 宮崎放送（mrt）           | TBS系列 | 日曜日 19:00 - 19:57 | 同時ネット |
| 鹿児島県       | 南日本放送（MBC）         | TBS系列 | 日曜日 19:00 - 19:57 | 同時ネット |
| 沖縄県         | 琉球放送（RBC）           | TBS系列 | 日曜日 19:00 - 19:57 | 同時ネット |